# Ambrogio Uboldo
Ambrogio Maria Martiniano Uboldo (Milano, 2 gennaio 1785 – Milano, 21 febbraio 1865) è stato un collezionista d'arte, mecenate e militare italiano.

## Biografia
Ambrogio Maria Martiniano Uboldo nacque a Milano, nella casa paterna di via Pantano, il 2 gennaio 1785, figlio di Giuseppe Uboldo e di sua moglie, la nobile Angela Maria Teresa Brentano-Cimaroli, proveniente da una ricca famiglia di banchieri e militari (Ambrogio era nipote del generale austriaco Anton Joseph von Brentano-Cimaroli). Sin da giovane venne destinato alla promettente carriera di banchiere, ma decise invece a vent'anni di entrare nella guardia di Napoleone con cui combatté le campagne nell'esercito francese.
Dopo il crollo dell'impero napoleonico ed il ritorno degli austriaci, seppe inserirsi degnamente anche nella nuova società al punto che nel 1838 venne creato dall'imperatore Ferdinando I d'Austria al titolo di nobile di Villareggio, località nel pavese dove la sua famiglia possedeva diverse case e terreni. 

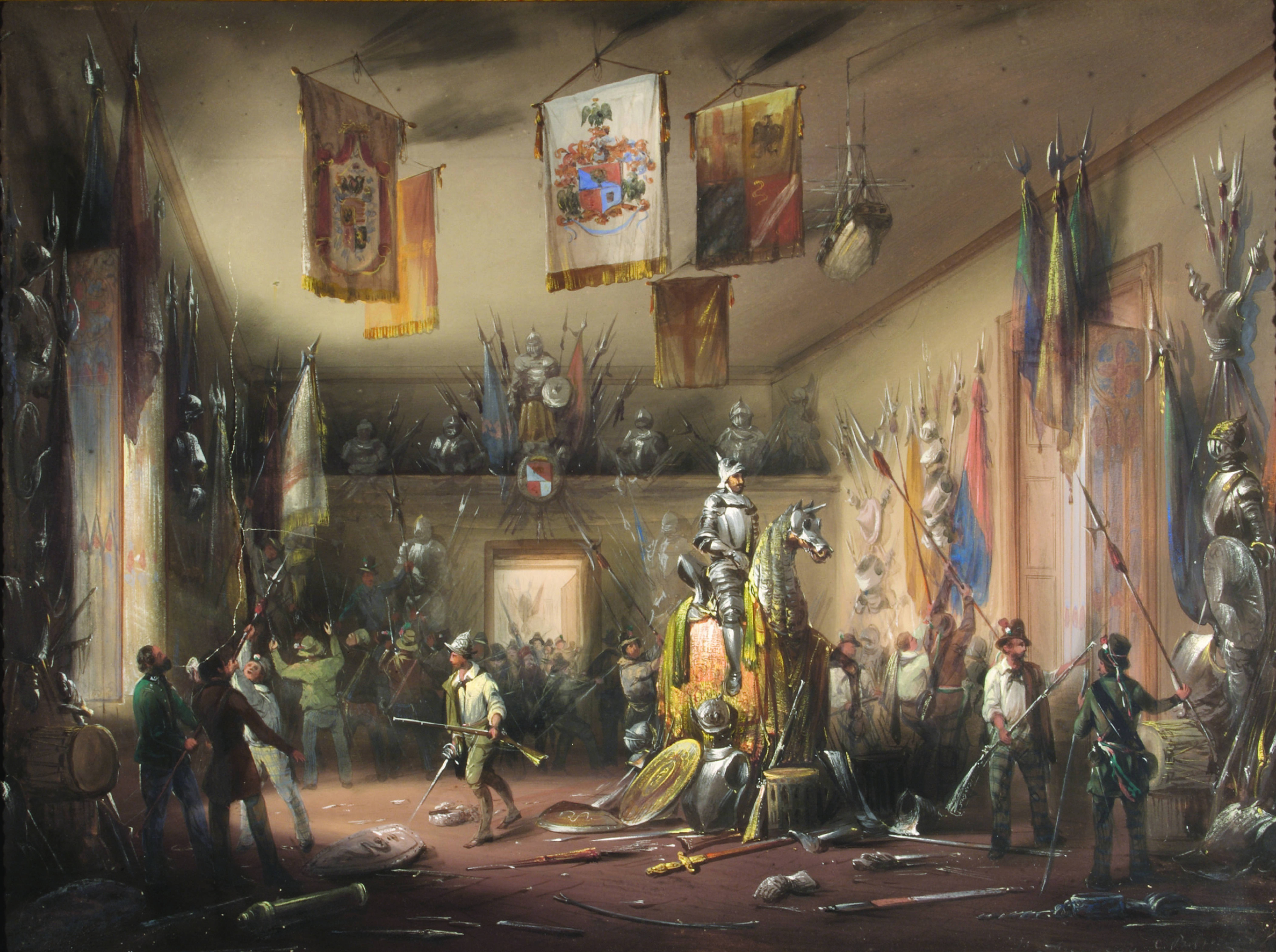
Carlo Bossoli, L'armeria del nobiluomo Uboldo invasa dagli insorti milanesi per provvedersi delle armi il 19 marzo 1848, Museo del Risorgimento, Milano.

Grazie alle copiose risorse di cui disponeva la sua famiglia, fu un valente collezionista e divenne membro della Regia Accademia milanese di Belle Arti (l'attuale Accademia di Brera), socio dell'Accademia di Belle Arti di Modena e dell'Accademia dei Virtuosi al Pantheon a Roma, organizzazioni che lo misero in contatto col mondo artistico di Milano e non solo. Acquistò in pochi anni numerosi dipinti anche di pittori a lui contemporanei (Francesco Hayez, Andrea Appiani, Angelo Inganni), sculture (in particolare di Pompeo Marchesi e di Enrico Emanueli), reperti archeologici, piante rare (nel giardino della sua villa di campagna) e soprattutto armi antiche che accomodò nella sua villa di Cernusco sul Naviglio, nel milanese, pensata dal 1808 (terminata nel 1816) come un vero e proprio museo, su progetto di Camillo Rougier (cugino dell'Uboldo) il quale si ispirò alla Villa Reale di Milano progettata a suo tempo dal celebre architetto Leopold Pollack. Fervido massone, l'Uboldo volle che nel giardino della villa di Cernusco venisse realizzato anche un Tempio della Notte, utilizzato appunto per le cerimonie di iniziazione della massoneria, oltre alla presenza un po' ovunque nel parco di capricci artistici.
Celebre è l'episodio, documentato in un celebre dipinto di Carlo Bossoli, che si svolse durante le Cinque Giornate di Milano del 1848 quando i rivoltosi, conoscendo la copiosa collezione dell'Uboldo di armi antiche, decisero di prendere d'assalto il suo palazzo milanese e di appropriarsi delle armi della sua collezione per fronteggiare gli austriaci.
Il 21 febbraio 1865 morì a Milano e, non essendosi sposato né avendo avuto figli, per sua disposizione testamentaria, la sua salma venne sepolta nel cimitero di Cernusco sul Naviglio, nella cappella dell'Ospedale Uboldo da lui stesso istituito con legato testamentario, assieme ad altri benefattori dell'istituzione. Col suo testamento e coi suoi lasciti, dunque, fu possibile costituire la Causa Pia Ospedaliera Ambrogio Uboldo, la quale però nel 1867 venne costretta a vendere buona parte delle collezioni del nobiluomo per far fronte alle difficoltà finanziarie incontrate per trasformare la villa ad uso ospedaliero. Gran parte della collezione d'armi venne acquistata da Gian Giacomo Poldi Pezzoli e costituisce oggi il nucleo principale dell'armeria del Museo Poldi Pezzoli.

## Ascendenza
|                                       |                                         |                                     | Genitori                       |  |  | Nonni |  |  | Bisnonni   |  |  | Trisnonni  |  |
|                                       |                                         |                                     |                                |  |  |       |  |  | Cristoforo |  |  | Cristoforo |  |
|                                       |                                         |                                     |                                |  |  |       |  |  | Cristoforo |  |  | Cristoforo |  |
|                                       |                                         | Margherita Galli                    |                                |  |  |       |  |  | Cristoforo |  |  |            |  |
| Carlo Abrogio                         |                                         |                                     |                                |  |  |       |  |  | Cristoforo |  |  |            |  |
|                                       |                                         | …                                   | …                              |  |  |       |  |  |            |  |  |            |  |
|                                       |                                         | …                                   | …                              |  |  |       |  |  |            |  |  |            |  |
|                                       |                                         | …                                   | …                              |  |  |       |  |  |            |  |  |            |  |
| Giuseppe Uboldo                       |                                         | …                                   |                                |  |  |       |  |  |            |  |  |            |  |
|                                       |                                         | …                                   | …                              |  |  |       |  |  |            |  |  |            |  |
|                                       |                                         | …                                   | …                              |  |  |       |  |  |            |  |  |            |  |
|                                       |                                         | …                                   | …                              |  |  |       |  |  |            |  |  |            |  |
| …                                     |                                         | …                                   |                                |  |  |       |  |  |            |  |  |            |  |
|                                       |                                         | …                                   | …                              |  |  |       |  |  |            |  |  |            |  |
|                                       |                                         | …                                   | …                              |  |  |       |  |  |            |  |  |            |  |
|                                       |                                         | …                                   | …                              |  |  |       |  |  |            |  |  |            |  |
| Ambrogio Uboldo                       |                                         | …                                   |                                |  |  |       |  |  |            |  |  |            |  |
|                                       | Giovanni Andrea Maria Brentano-Cimaroli | Giovanni Battista Brentano-Cimaroli |                                |  |  |       |  |  |            |  |  |            |  |
|                                       | Giovanni Andrea Maria Brentano-Cimaroli | Giovanni Battista Brentano-Cimaroli |                                |  |  |       |  |  |            |  |  |            |  |
|                                       | Giovanni Andrea Maria Brentano-Cimaroli | Isabella Ranieri                    |                                |  |  |       |  |  |            |  |  |            |  |
| Antonio Giuseppe Brentano-Cimaroli    | Giovanni Andrea Maria Brentano-Cimaroli |                                     |                                |  |  |       |  |  |            |  |  |            |  |
|                                       |                                         | Francesca Maria Brentano-Gnosso     | Giuseppe Carlo Brentano-Gnosso |  |  |       |  |  |            |  |  |            |  |
|                                       |                                         | Francesca Maria Brentano-Gnosso     | Giuseppe Carlo Brentano-Gnosso |  |  |       |  |  |            |  |  |            |  |
|                                       |                                         | Francesca Maria Brentano-Gnosso     | Paola Gilardoni                |  |  |       |  |  |            |  |  |            |  |
| Angela Maria Teresa Brentano-Cimaroli |                                         | Francesca Maria Brentano-Gnosso     |                                |  |  |       |  |  |            |  |  |            |  |
|                                       |                                         | Antonio Maria Masnata               | Giovanni Battista Masnata      |  |  |       |  |  |            |  |  |            |  |
|                                       |                                         | Antonio Maria Masnata               | Giovanni Battista Masnata      |  |  |       |  |  |            |  |  |            |  |
|                                       |                                         | Antonio Maria Masnata               | Maria Girolama ?               |  |  |       |  |  |            |  |  |            |  |
| Francesca Maria Masnata               |                                         | Antonio Maria Masnata               |                                |  |  |       |  |  |            |  |  |            |  |
|                                       |                                         | Maria Pellegrina Morasso            | Francesco Morasso              |  |  |       |  |  |            |  |  |            |  |
|                                       |                                         | Maria Pellegrina Morasso            | Francesco Morasso              |  |  |       |  |  |            |  |  |            |  |
|                                       |                                         | Maria Pellegrina Morasso            | Cecilia ?                      |  |  |       |  |  |            |  |  |            |  |
|                                       |                                         | Maria Pellegrina Morasso            |                                |  |  |       |  |  |            |  |  |            |  |

## Opere
- Descrizione degli scudi posseduti da Ambrogio Uboldo nobile di Villareggio. Precedono alcune notizie sull'uso, sulla forma, ecc. degli scudi nel Medio Evo e nei tempi anteriori e posteriori ad esso, ed. Crespi, Milano, 1841
- Descrizione degli elmi posseduti da A. Uboldo, ed. Crespi, Milano, 1841